# Zwettl-Niederösterreich
Zwettl-Niederösterreich (colloquialmente Zwettl) è un comune austriaco di 11 005 abitanti nel distretto di Zwettl, in Bassa Austria, del quale è capoluogo e centro maggiore; ha lo status di città capoluogo di distretto (Bezirkshauptstadt). È stato istituito il 1º gennaio 1971 con la fusione di determinati comuni soppressi ad esempio: Gradnitz, Großglobnitz, Friedersbach, Jagenbach, Jahrings, Marbach am Walde, Oberstrahlbach, Rieggers, Rosenau Dorf, Rosenau Schloss, Stift Zwettl, Unterrabenthan e Zwettl.
In precedenza Zwettl aveva inglobato i comuni soppressi di Annatsberg e Gschwendt (1970), Friedersbach quelli di Eschabruck e Kleinschönau (1968) e Stift Zwettl quelli di Gerotten (1968), Rudmanns (1968) e Großhaslau (1970).

Zwettl
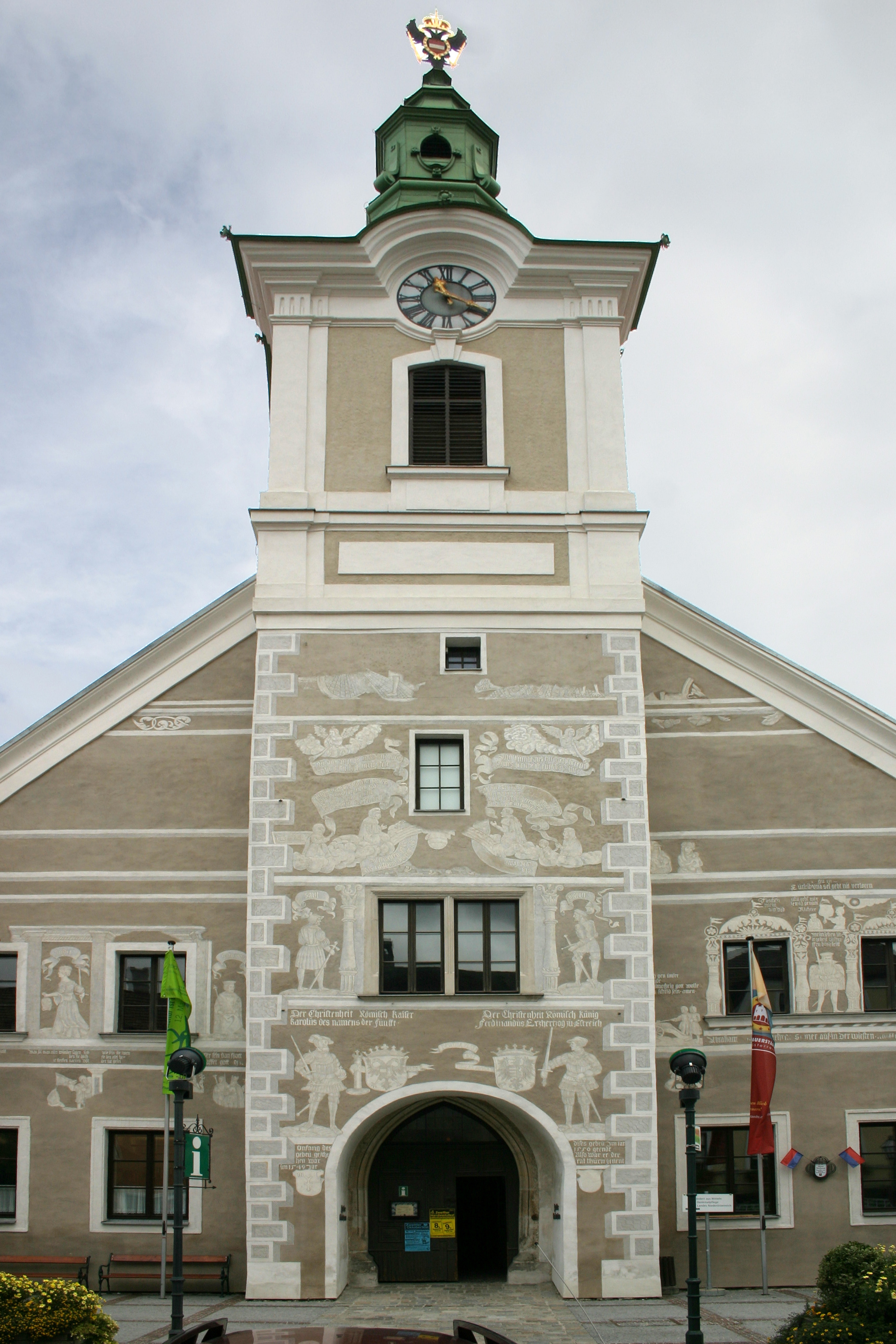
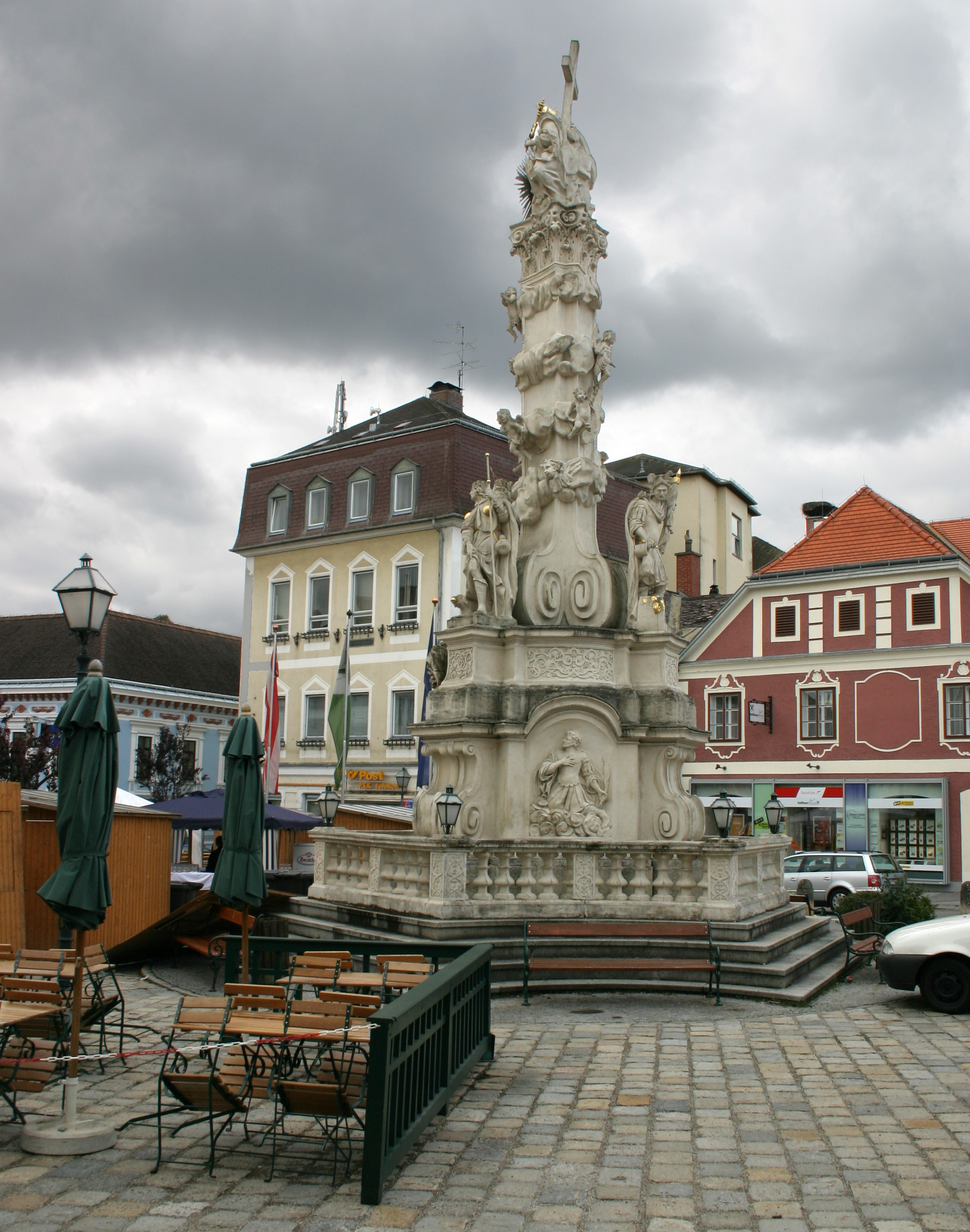
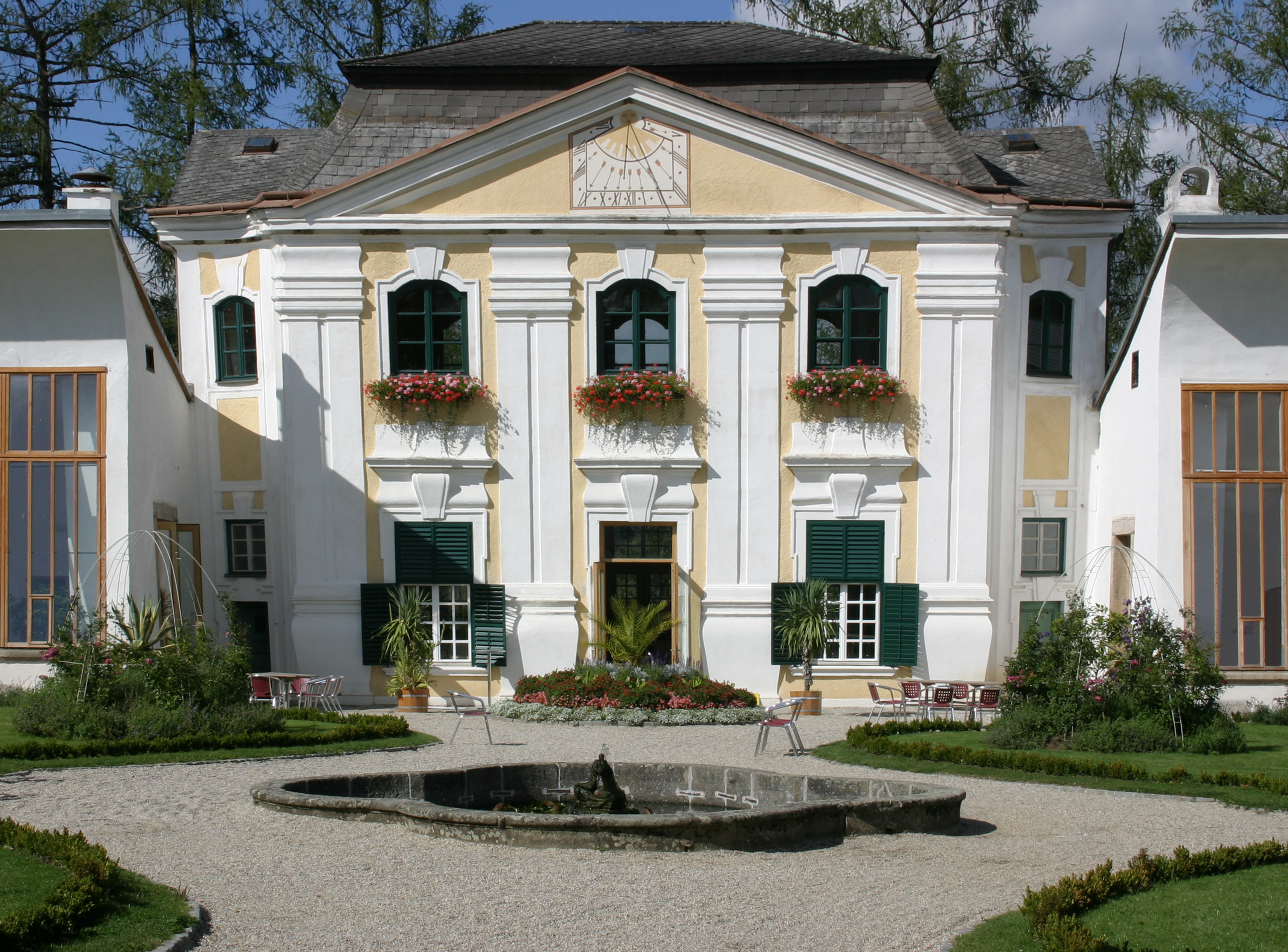
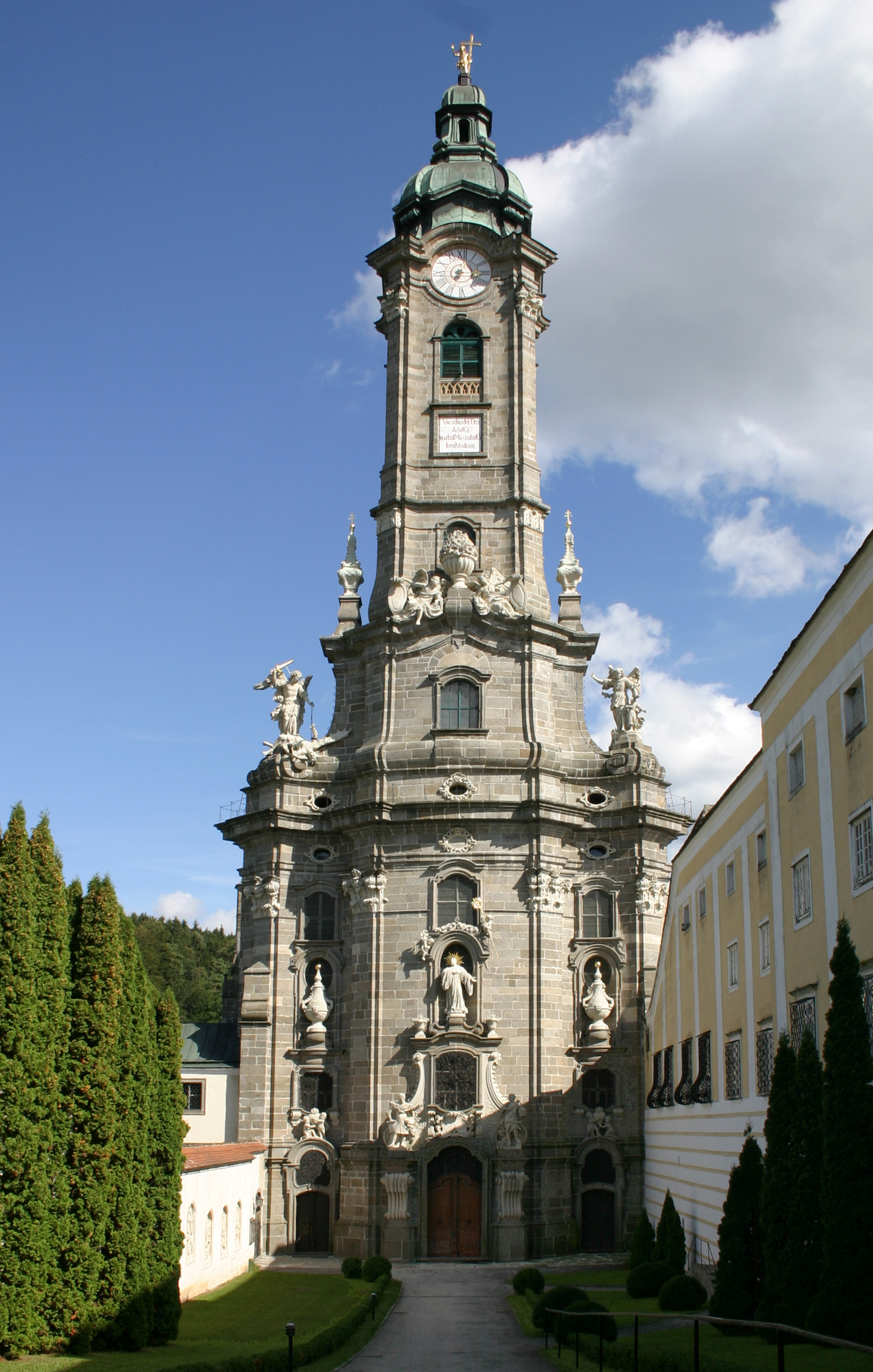
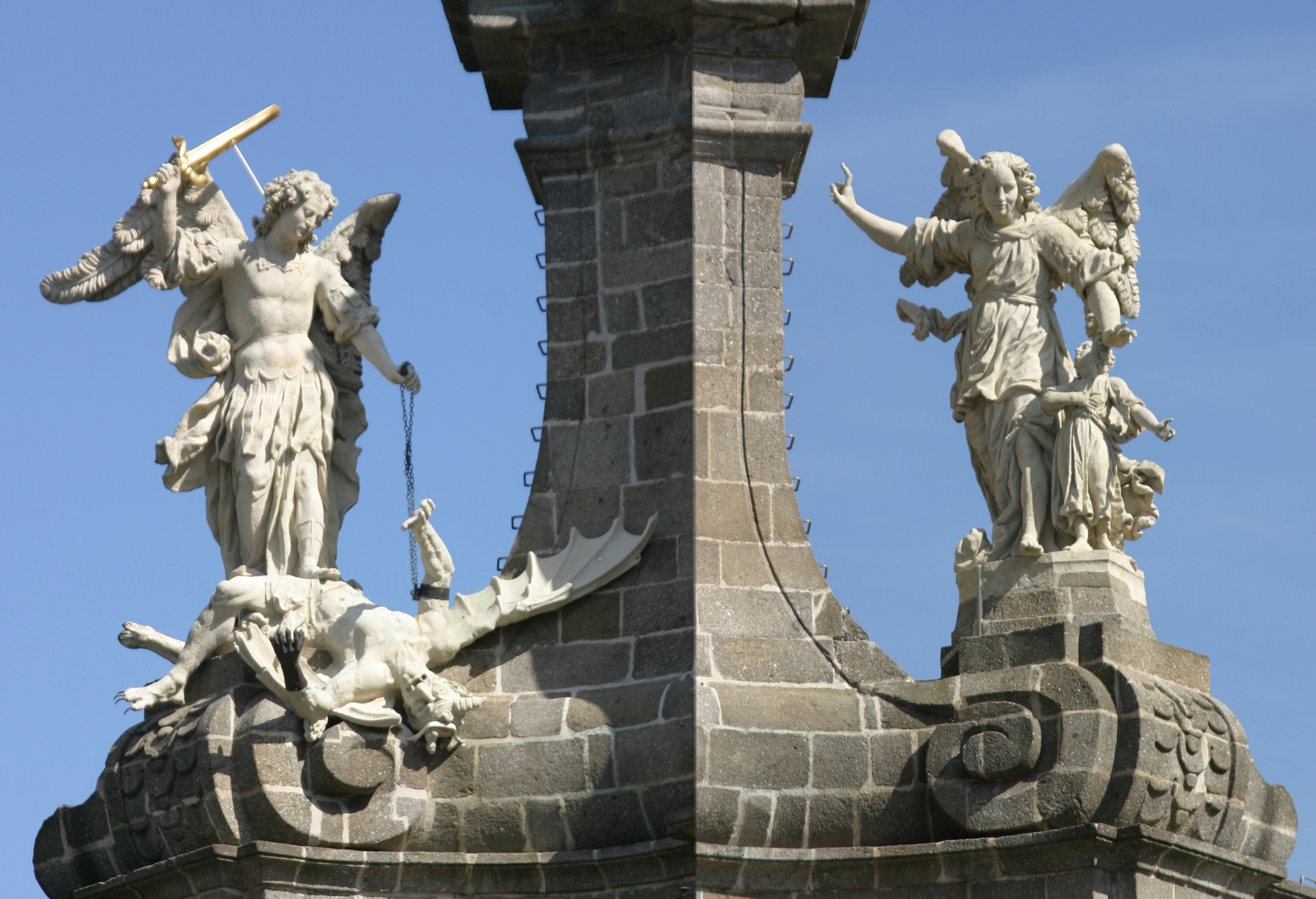
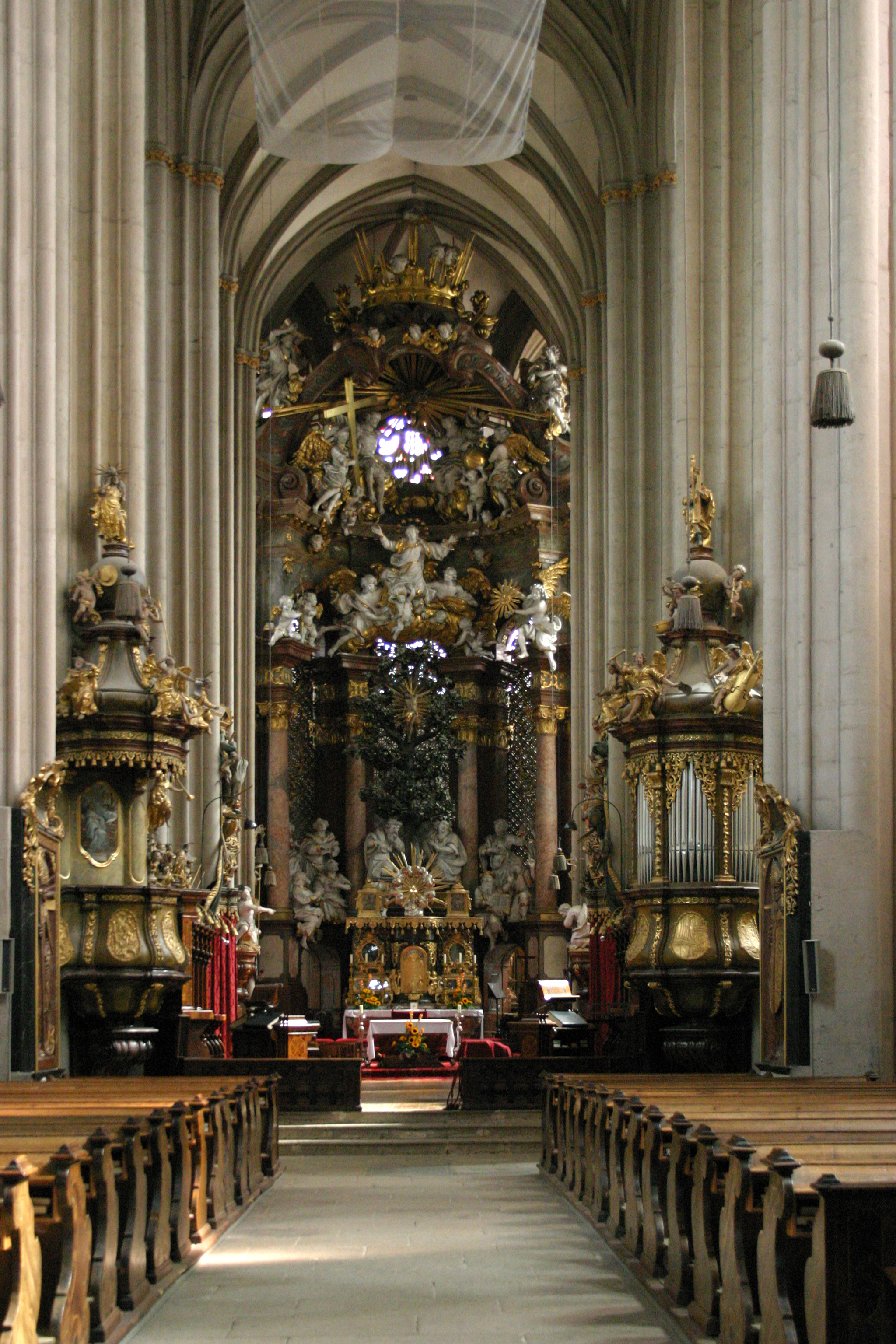
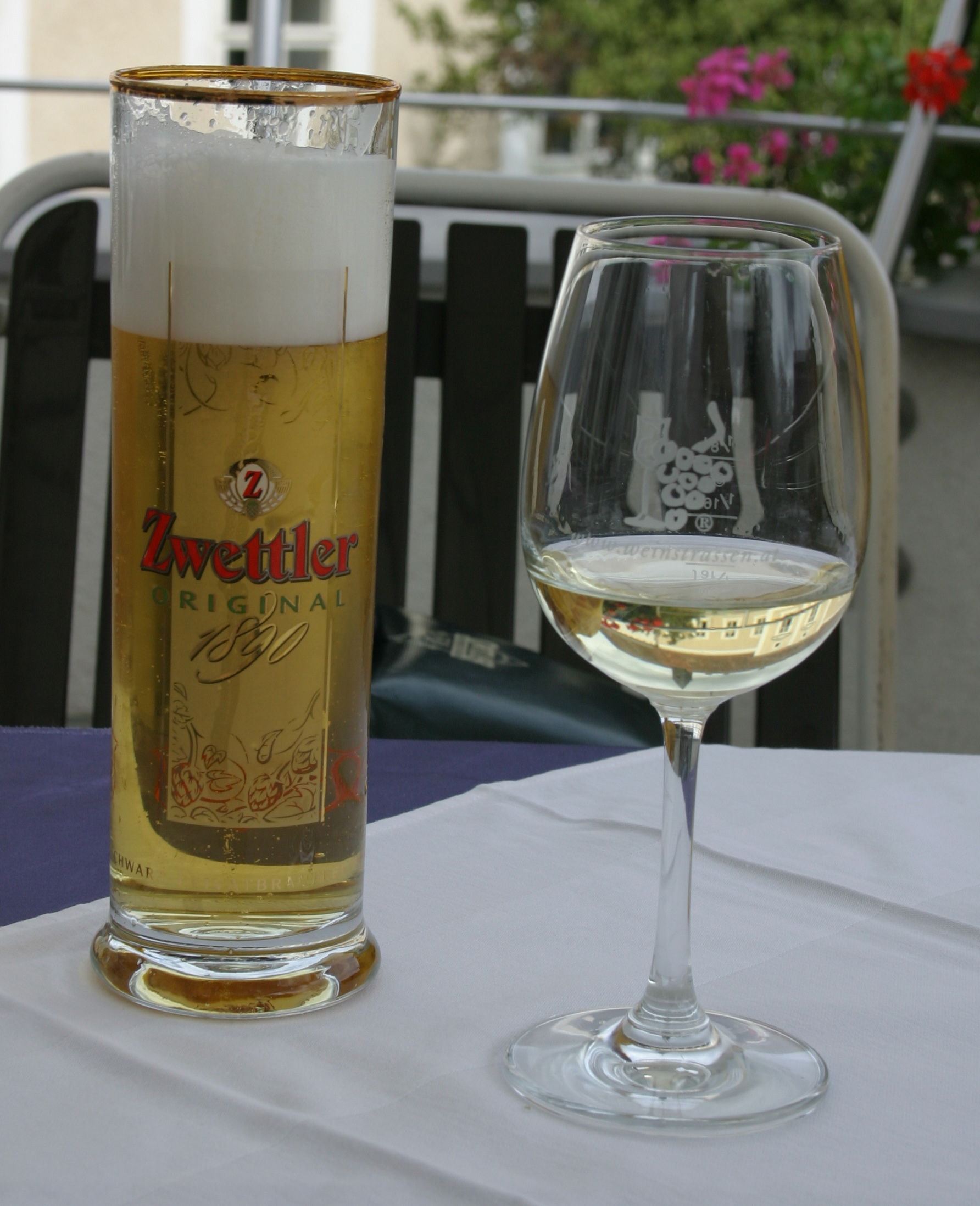